# Nicolas Chamfort

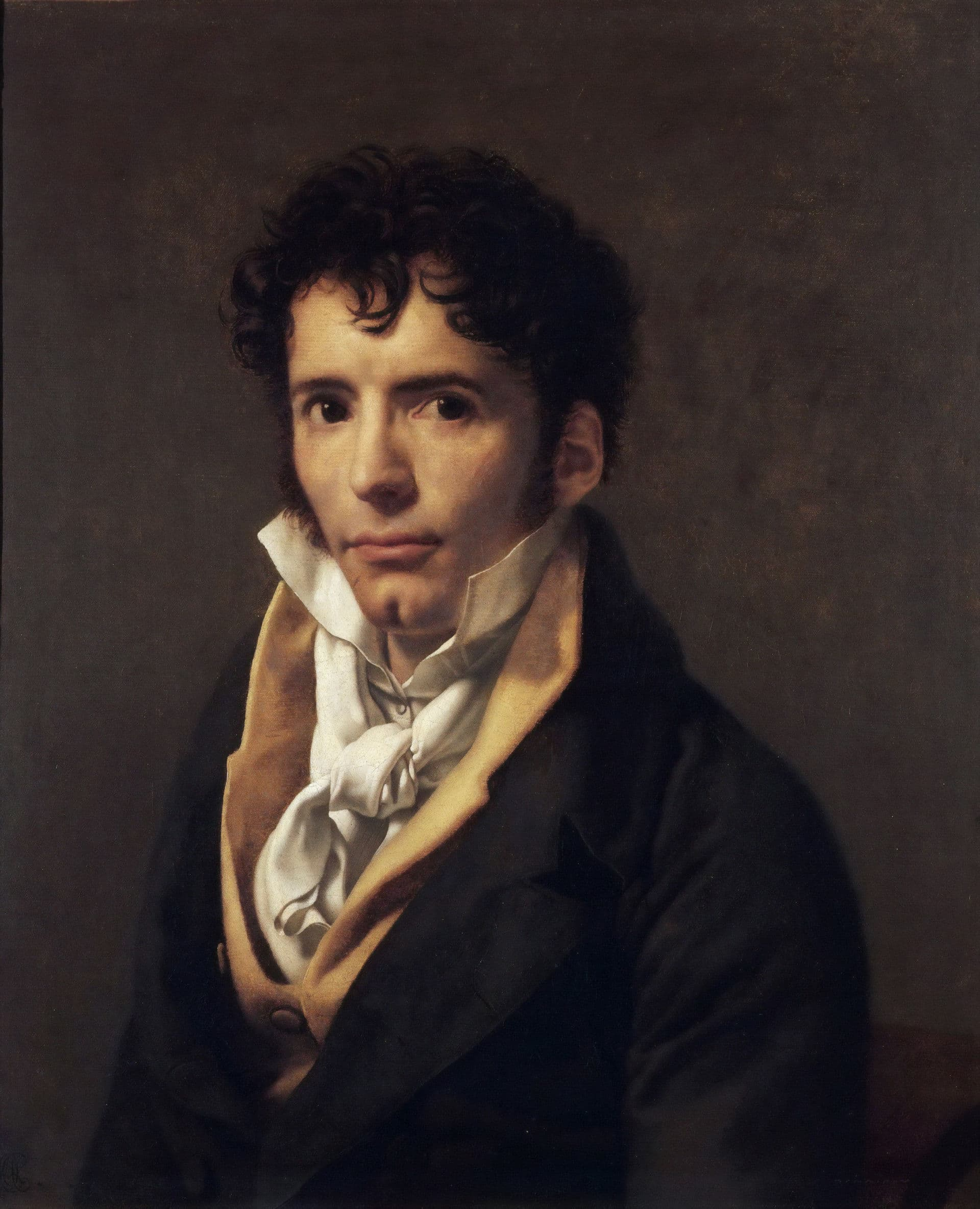
Nicolas Chamfort

Nicolas Chamfort (Clermont-Ferrand, Auvergne, 6 april 1741 - Parijs, 13 april 1794) is de schrijversnaam van Sébastien-Roch Nicolas. Hij was een Frans dichter en schrijver die bekendstaat om zijn aforismen.

## Leven en werk
Nicolas Chamfort was mogelijk de onwettige zoon van een kanunnik. Na een priesteropleiding die turbulent verliep, voelde hij uiteindelijk geen roeping tot het priesterschap. Enige tijd werkte hij als huisleraar van enkele adellijke kinderen. Hij heeft mede de redactie verzorgd van de Grand Vocabulaire Français.
Zijn treurspel Mustapha et Zéangir werd met succes opgevoerd voor Lodewijk XVI en Marie Antoinette. Hij kreeg een positie aangeboden als geheimschrijver (een soort secretaris, een vertrouwensfunctie dus, met een toelage en verblijf in het Palais Royal), maar dit aanbod sloeg hij af omdat hij onafhankelijk wilde blijven.
Vanaf 1779 werkte hij aan spreuken, anekdotes en aforismen. Een deel daarvan is bij zijn dood verloren gegaan. In 1781 werd hij lid van de Académie française. Hij had een gelukkige relatie met Anne-Marie Buffon, de weduwe van een arts van de graaf van Artesië, de latere koning Karel X van Frankrijk. Hij was lid van de vrijmetselaarsloge Les Neuf Sœurs.
In het revolutiejaar 1789 schaarde hij zich aan de zijde van de revolutionairen. Hij stichtte samen met Talleyrand, La Fayette en Sieyès de Société de 1789, een republikeins gezelschap. Later trok hij zich hieruit terug. Hij werd bibliothecaris van de Bibliothèque Nationale en schreef pamfletten en redevoeringen (o.a. voor Mirabeau). Ook leverde hij teksten voor de Tableaux historiques de la Révolution française. Het fanatisme van Robespierre en Marat ging hem tegenstaan en hij schreef daar ook over. Hij onderhield vriendschappen met zowel jakobijnen als girondijnen. Als gevolg daarvan kwam hij in de gevangenis terecht, maar hij werd weer vrijgelaten. Hij stierf in 1794, kort na een zelfmoordpoging (wegens het vooruitzicht op een nieuwe arrestatie) waarvan hij aanvankelijk hersteld was.

## Receptie
Chamfort werd bewonderd door o.a. Stendhal, Friedrich Nietzsche, Paul Valéry, John Stuart Mill en Paul Léautaud. Hij werd door Albert Camus de grootste Franse moralist genoemd. Voltaire schreef hem ooit: "U gaat het nog ver brengen."
Zijn werk wordt gekenschetst als "ironisch-pessimistisch". Over de strijd tussen gevoel en verstand zei hij: "De filosoof die zijn hartstochten het zwijgen wil opleggen, lijkt op de scheikundige die de vlam wil doven."

## Publicaties (selectie)
- Produits de la Civilisation perfectionnèe. Maximes et pensées, caractères et anecdotes, in: Œuvres complètes, Parijs: Ginguené 1795
- La jeune indienne, comedie en un acte et en vers. Naples: Jean Gravier, 1777. Vertaald als: Het indiaansche meisje. Toneelspel in één bedrijf, 1785
- Mustapha et Zéangir : tragédie en cinq actes et en vers. A Paris: chez la Veuve Duchesne, 1776. Treurspel
- Éloge de La Fontaine. À Paris, chez Ruault, 1774
- Le marchand de Smyrne. Paris, Delalain, 1770. Komedie. Vertaald als: De koopman van Smirna. In een bedrijf. In 's Gravenhage, by Isaac du Mee, 1770
- Éloge de Molière. A paris, chez la V. Regnard, 1769
- Discours qui a remporté le prix à l'Académie de Marseille. : Combien le génie des grands hommes influe sur l'esprit de leur siècle. Paris, Duchesne, 1768
- Les amours de Gonesse, comédie en un acte, meslée d'ariettes. A Paris, chez Duchesne, 1765. Komedie
- La jeune indienne, comédie en un acte et en vers, représentée pour la premiere fois par les Comédiens François Ordinaires du Roi, le 30 avril 1764. A La Haye : chez Jean Neaulme, 1764. Komedie